# Filipp Kniaziew
Filipp Kiriłłowicz Kniaziew (ros. Филипп Кириллович Князев, ur. 1 lipca?/14 lipca 1916 we wsi Sołowoji w guberni riazańskiej, zm. 27 czerwca 1994 w Kurgane) – radziecki polityk, członek KC KPZR (1976-1986), I sekretarz Komitetu Obwodowego KPZR w Kurganie (1966-1985).
1931-1934 uczeń technikum pedagogicznego, następnie nauczyciel i kierownik rejonowego oddziału szkół średnich, inspektor szkół obwodowego oddziału edukacji w Woroneżu, 1935-1939 studiował zaocznie w Woroneskim Państwowym Instytucie Pedagogicznym, w 1939 sekretarz rejonowego komitetu Komsomołu w obwodzie woroneskim, 1939-1941 w Obwodowym Oddziale Edukacji Ludowej w Tambowie i w rejonowym komitecie Komsomołu, od 1940 w WKP(b). Od lipca 1941 do lutego 1942 w Armii Czerwonej, uczestnik walk z Niemcami, ranny i kierowany na leczenie, 1942-1944 sekretarz Komitetu Obwodowego Komsomołu w Tambowie, 1944-1952 funkcjonariusz partyjny w obwodzie tambowskim, 1946-1948 słuchacz obwodowej szkoły partyjnej w Kujbyszewie (obecnie Samara), w 1952 słuchacz kursów przy KC WKP(b). Od 1952 do grudnia 1955 I sekretarz komitetu rejonowego WKP(b)/KPZR w obwodzie kurgańskim, od grudnia 1955 do kwietnia 1959 sekretarz Komitetu Obwodowego KPZR w Kurganie. Od kwietnia 1959 do kwietnia 1966 przewodniczący Komitetu Wykonawczego Rady Obwodowej (od grudnia 1962 do grudnia 1964: Wiejskiej Rady Obwodowej) w Kurganie. Od 8 kwietnia 1966 do 24 lutego 1976 zastępca członka, a od 5 marca 1976 do 25 lutego 1986 członek KC KPZR. Od 14 kwietnia 1966 do 25 czerwca 1985 I sekretarz Komitetu Obwodowego KPZR w Kurganie, następnie na emeryturze. Deputowany do Rady Najwyższej ZSRR 5 kadencji i od 7 do 11 kadencji.

## Odznaczenia
- Order Lenina (trzykrotnie – 1971, 1972 i 1976)
- Order Wojny Ojczyźnianej I klasy (1985)
- Order Wojny Ojczyźnianej II klasy (1945)
- Order Czerwonego Sztandaru Pracy – dwukrotnie (1957 i 1966)
- Medal „Za zwycięstwo nad Niemcami w Wielkiej Wojnie Ojczyźnianej 1941–1945”
- Medal „Za ofiarną pracę w Wielkiej Wojnie Ojczyźnianej 1941–1945”
- Medal „Za rozwój dziewiczych ziem”
- Medal „Weteran pracy”

I inne.